# Phil Phillips
Phil Phillips, geboren als Philip Baptiste (Crowley (Louisiana), 14 maart 1926 – Lake Charles, 14 maart 2020), was een Amerikaanse singer-songwriter.

## Biografie
Philip Baptiste werd aangemoedigd om een carrière als zanger na te streven na een schoolvoorstelling van het lied Sweet Slumber. Hij trad met zijn broers op in de gospelgroep The Gateway Quartet en werkte als piccolo, voordat hij in 1959 Sea of Love opnam. Het lied werd gearrangeerd en geproduceerd door Eddie Shuler voor buurman George Khoury's Khoury Records. Na drie maanden werken aan het arrangement, het opbouwen van de vocale groep en het uitproberen van verschillende muzikanten, was het lied klaar voor publicatie. Baptiste veranderde zijn naam in Phillips en noemde zijn achtergrondzangeressen The Twilights. Nadat een diskjockey uit Baton Rouge het nummer herhaaldelijk speelde, verkocht de opname intensief en werd deze verhuurd aan Mercury Records.
Sea of Love ging naar #2 in de Amerikaanse Billboard Hot 100 pophitlijst en bracht 14 weken door in de top 40, evenals het bereiken van #1 in de r&b-hitlijst. In 1959 verkocht het meer dan een miljoen exemplaren en kreeg het een gouden schijf. Toch kreeg Phillips slechts $ 6800 betaald en ontving hij geen verdere royalty's voor het nummer of de opname ervan.
Phillips bracht geen album uit om te profiteren van zijn succes, maar vanwege de ongunstige voorwaarden van zijn deal. 'Omdat ik besloot te vechten voor wat rechtmatig en legaal van mij was, is een volledig album dat ik heb opgenomen nooit uitgebracht. Ik word niet betaald, noch ben ik ooit betaald, als artiest voor Sea of Love. Tot op de dag van vandaag heb ik nooit gerechtigheid gekregen'.
Het nummer bleef een grote verkoper met opmerkelijke covers van Del Shannon (die #33 in de pophitlijst bereikte in 1982) en The Honeydrippers (die op #3 een piek bereikten van 14 weken in de top 40 in 1984). De originele versie van Phillips was prominent aanwezig in de film Sea of Love uit 1989 met in de hoofdrol Al Pacino, die ook een cover versie van Tom Waits presenteerde. The Covers Record van Cat Power kende ook een matig succes.
Onder Phillips' andere nummers is No One Needs My Love Today (1966), opgenomen door Samantha Juste, mede-presentatrice van BBC TV's Top of the Pops. Hij nam eind jaren 1960 ook de anti-drug gesproken woordopname The Evil Dope op. De single wordt beschouwd als een cultklassieker.
In oktober 2007 werd Phillips geëerd voor zijn bijdragen aan de muziek van Louisiana met introductie in de Louisiana Music Hall of Fame.
Een van zijn laatste live-optredens was in april 2005 op het Jazzfestival in New Orleans, Louisiana, enkele maanden voor orkaan Katrina.

## Privéleven en overlijden
Phillips werkte later als radio-DJ. Hij trouwde en kreeg zeven kinderen. Phil Phillips overleed in maart 2020 op 94-jarige leeftijd.
- Bibliothèque nationale de France: cb139356358 (data)
- International Standard Name Identifier: 0000 0003 6793 3238
- MusicBrainz: 5092dda9-9f6a-4b62-8773-35e96ae199b3
- Virtual International Authority File: 233461668